# Juan Luis Buñuel
Juan Luis Buñuel (* 9. November 1934 in Paris; † 6. Dezember 2017 ebenda) war ein französischer Film- und Fernsehregisseur. Darüber hinaus war er auch als Drehbuchautor und Schauspieler tätig. Später versuchte er sich als Bildhauer.

## Biografie
Der Sohn des berühmten Regisseurs Luis Buñuel wuchs in den USA und Mexiko auf. Seine Arbeit beim Film startete er 1959 als Regieassistent seines Vaters in dessen Filmdrama Für ihn verkauf’ ich mich, dem 1960 der Thriller Das junge Mädchen und 1961 der gesellschaftskritische Film über die Novizin Viridiana von Buñuel folgten. Mit seinem Vater arbeitete er zudem 1964 in der Literaturverfilmung Tagebuch einer Kammerzofe mit Jeanne Moreau in der Titelrolle und 1977 in dem Filmdrama Dieses obskure Objekt der Begierde zusammen.
Buñuel assistierte Louis Malle 1965 bei dessen Westernkomödie Viva Maria! und 1967 bei dem Abenteuerfilm Der Dieb von Paris. Zudem arbeitete er als Regieassistent für Orson Welles bei dessen unvollendet gebliebenem Projekt Don Quixote.
Nach zwei Kurzfilmen als Regisseur gab Buñuel sein Spielfilmdebüt mit dem Spukfilm Rendezvous zum fröhlichen Tod (1973). Mit zwei bevorzugten Stars seines Vaters, Catherine Deneuve und Fernando Rey, drehte er ein Jahr später den Mysteryfilm Die Frau mit den roten Stiefeln. 1975 waren Michel Piccoli und Liv Ullmann die Stars seines Fantasy-Kinofilms Eleonore. Buñuel widmete sich sodann dem Fernsehen und drehte 1980 die vierteilige Miniserie über Fantomas, bei der er sich die Regie mit Claude Chabrol teilte. Danach war er als Fernsehregisseur in Frankreich und Mexiko tätig. 1986 drehte er mit der B.-Traven-Verfilmung Rebellion der Gehenkten noch einmal einen Kinofilm. Für die Folge Adriana der französischen Fernsehserie Haute tension übernahm er 1991 die Regie und schrieb auch das Drehbuch. Als Regisseur war er letztmals 1996 für den Fernseh-Abenteuerfilm Barrage sur l’Orénoque tätig. Seine letzte gelistete Arbeit leistete er 1997 für die Dokumentation Les paradoxes de Buñuel, für die er das Drehbuch schrieb.
Verheiratet war Juan Luis Buñuel bis 1976 mit der Regisseurin und Autorin Joyce Buñuel, geborene Sherman, mit der er drei Kinder hatte.

## Filmografie (Auswahl)
An folgenden Filmen hat Buñuel Regie geführt (ohne weitere Angabe) bzw. als Regieassistent mitgewirkt:
- 1959: Für ihn verkauf’ ich mich (La fièvre monte à El Pao) (Regieassistenz)
- 1960: Das junge Mädchen (The Young One) (Regieassistenz)
- 1961: Viridiana (Regieassistenz)
- 1961: Guantes de oro (Darstellung)
- 1964: Geheimagentin in Gibraltar (Gibraltar) (Regieassistenz)
- 1964: Tagebuch einer Kammerzofe (Le Journal d’une femme de chambre) (Regieassistenz)
- 1965: Viva Maria! (Regieassistenz)
- 1966: Le potier
- 1967: Calanda
- 1967: Der Dieb von Paris (Le Voleur) (Regieassistenz)
- 1969: Plan Chontalpbha (Dokumentarkurzfilm) (Produktion)
- 1972: Die Entführer lassen grüßen (L’aventure, c’est l’aventure) (Darstellung)
- 1972: Rendezvous zum fröhlichen Tod (Au rendez-vous de la mort joyeuse)
- 1974: Die Frau mit den roten Stiefeln (La femme aux bottes rouges)
- 1975: Eleonore (Léonor)
- 1977: Dieses obskure Objekt der Begierde (Cet obscur objet du désir) (Regieassistenz)
- 1980: Fantomas (vierteilige Miniserie)
- 1984: Tödliches Versprechen (Aveugle, que veux-tu?)
- 1986: Rebellion der Gehenkten (La rebelión de los colgados)
- 1986: Série Rose (Série rose, Fernsehserie, Folge Der Wüstling)
- 1990: Henry & June (Darstellung)
- 1991: Haute tension (Fernsehserie, Folge Adriana) (Regie und Drehbuch)
- 1996: Barrage sur l’Orénoque (Fernsehfilm)
- 1997: Les paradoxes de Buñuel (Dokumentarfilm) (Drehbuch)